# Rudayan (Badaun)
Rudayan es un pueblo y nagar Panchayat situado en el distrito de Badaun en el estado de Uttar Pradesh (India). Su población es de 7620 habitantes (2011). 

## Demografía
Según el  censo de 2001 la población de Rudayan era de 7118 habitantes, de los cuales el 53% eran hombres y el 47% eran mujeres. Rudayan tiene una tasa media de alfabetización del 38%, inferior a la media nacional del 59,5%: la alfabetización masculina es del 49%, y la alfabetización femenina del 25%.